# 中华叉柱花
中华叉柱花（学名：Staurogyne sinica）为爵床科叉柱花属的植物，为中国的特有植物。分布于中国大陆的海南等地，生长于海拔500米至1,200米的地区，见于密林下，目前尚未由人工引种栽培。
其种加词sinica，意为“中华的”。

## 种下等级
- Rehmannia parviflorum X. B. Ye